# Aderus atromarginatus
Aderus atromarginatus es una especie de coleóptero de la familia Aderidae. La especie fue descrita científicamente por Maurice Pic en 1947.

## Distribución geográfica
Habita en el Congo.